# Helcogrammoides chilensis
Helcogrammoides chilensis és una espècie de peix de la família dels tripterígids i de l'ordre dels perciformes.

## Morfologia
- Els mascles poden assolir 7,8 cm de longitud total.[3][4]

## Hàbitat
És un peix marí, de clima subtropical i demersal.

## Distribució geogràfica
Es troba a Xile.

## Observacions
És inofensiu per als humans.